# Trần Quang Lộc
Trần Quang Lộc (1949 – 7 tháng 6 năm 2020) là một nhạc sĩ Việt Nam. Ông sinh tại Gio Linh, Quảng Trị. Trần Quang Lộc là một tín hữu Công giáo Roma, ông có tên thánh là Tôma. Năm 20 tuổi, ông theo học âm nhạc tại Trường Quốc gia âm nhạc Huế và bắt đầu sáng tác vào cuối thập niên 1960. Tuyển tập nhạc đầu tiên của ông là Hát trong dòng sông xưa được xuất bản năm 1970.
Sau sự kiện 30 tháng 4 năm 1975, ông sống tại thành phố Bà Rịa, tỉnh Bà Rịa – Vũng Tàu cho đến khi qua đời vào ngày 7 tháng 6 năm 2020 sau 6 năm chống chọi với bệnh ung thư.
Những bài hát của ông hầu hết đều mang sắc thái tình người, tình quê hương, như "Về đây nghe em", "Em còn nhớ Huế không", "Có phải em mùa thu Hà Nội", "Chợt nghe em hát", "Áo hoa",... Ở trong nước, các sáng tác của ông được biết đến và biểu diễn thành công qua tiếng hát của Thu Phương.
Ở hải ngoại, các sáng tác của ông được thâu âm và trình diễn đầu tiên bởi Duy Quang, Hương Lan, Ý Lan cho Trung tâm Shotguns.

## Tác phẩm

### Sáng tác
Danh sách này không đầy đủ, bạn cũng có thể giúp mở rộng danh sách.
- Áo hoa (thơ Đỗ Nguyên Kha)
- Biển của đời anh (thơ Hồ Lệ Trạch)
- Bong bóng bay (thơ Uyên Hà)
- Bóng đổ
- Bơ vơ
- Câu hát tình quê
  - Chỉ cần[a]
  - Chỉ còn bóng đổ dài
- Chỉ còn tiếng thông reo
- Chỉ vì em yêu anh
  - Cho tôi lại từ đầu
  - Chợt nghe em hát
  - Có những chiều rất lạ
  - Có phải em mùa thu Hà Nội? (thơ Tô Như Châu)
- Đã đành ở quê người
- Đã nhủ lòng tôi
- Đàn trong tay người
- Em còn nhớ Huế không
  - Em đã xa tôi
- Em theo đoàn lưu dân
  - Gặp em mùa Giáng Sinh
- Giữa tiệc đời
- Gõ đàn hát chơi
- Hai mươi năm tình xưa
- Kể chuyện người
- Lá rơi cuối chiều
  - Lãng du ca ( Nhạc Lã Văn Cường - Lời : Trần Quang Lộc )
- Mộ trăng
  - Mùa hè đi qua (thơ Hoàng Hưng)
- Ngày ấy anh ở đâu
- Ngày nào (thơ Nguyễn Hữu Nhật)
- Ngày xưa hai đứa
- Ngỡ bước chân người
- Ngủ đậu
  - Ngủ ngoan nhé ngày xưa
- Người xa như hình bóng
- Phố nắng
- Quê hương xa vời
- Riêng tôi nhớ người
- Ru tình từ thuở nằm nôi (Thơ Tôn Nữ Trà My)
- Sợi tóc để quên
- Ta có những ngày
- Thư cho mẹ
- Tình cờ gặp nhau
- Tôi đi giữa lòng quê hương
- Tôi vẫn trở về
- Trả lời thư em[7]
- Trên đất quê tôi
- Trong cõi mịt mù phai
- Trong dáng em ngồi
- Trở về với mẹ ta thôi (thơ Đồng Đức Bốn)
  - Về đây nghe em (thơ A Khuê)
- Võng đưa tình cũ (thơ Hoàng Thị Dậu)
- Về bên Chúa
  - Lời nguyện cầu đêm Noel

## Danh sách đĩa nhạc
- Chợt nghe em hát (1994)
- Đã đành ở quê người - Chế Linh, Hoài Nam, Thái Châu, Trần Quang Lộc
- Phiêu bồng ca (1997)
- Thu trắng 4 (phổ thơ Thu Tuyết) (2023)
- Tình cờ gặp nhau - Thái Châu, Hương Lan, Hoài Nam

## Chú giải
1. ↑  Những ca khúc được đánh dấu lùi vào trong là những ca khúc được thể hiện thành công bởi nữ ca sĩ Thu Phương.[6]